# Santiago Tuxtla (municipalité)
La municipalité de Santiago Tuxtla est l'une des 212 municipalités de l'État de Veracruz, et est située dans la partie sud-est de cet État, au Mexique. Elle est située dans le golfe du Mexique, légèrement en retrait de la côte, et prend appui au nord sur les piémonts du massif volcanique de la Sierra de los Tuxtlas. Elle appartient à la partie nord-est du bassin du fleuve Río Papaloapan, et dépend administrativement de la région de Los Tuxtlas, qui est une des 10 régions de l'État de Veracruz.

## Géographie
Le territoire de la municipalité s'étend du nord au sud le long de la rivière Río Tepango, affluente de la rivière San Juan, elle-même affluente du fleuve Río Papaloapan. La rivière Río Tepango prend sa source dans le massif volcanique de la Sierra de los Tuxtlas, puis descendent vers le sud et arrosent au passage la ville chef-lieu de Santiago Tuxtla, qui se trouve dans la partie nord de la municipalité. Son territoire, d'une superficie de 619,4 km2, était peuplé en 2010 de 56 427 habitants, pour une densité de 92,8 habitants par km2.
La municipalité est limitrophe au nord des municipalités de Ángel R. Cabada et de Saltabarranca, à l'ouest de celle de Tlacotalpan, au sud-ouest de celle d'Isla, et au sud-est et à l'est de celle San Andrés Tuxtla.

## Composition et démographie
La municipalité était composée en 2015 de 297 localités, dont 3 étaient considérées comme urbaines, les autres étant rurales.
| Localité            | Population |
| ------------------- | ---------- |
| Santiago Tuxtla     | 15 459     |
| Tres Zapotes        | 3463       |
| Tlapacoyan          | 2648       |
| Tapalapan           | 2354       |
| Francisco I. Madero | 1863       |
| Reste des localités | 30 639     |
| Total population    | 56 427     |

En plus de l'espagnol, plusieurs langues amérindiennes sont parlées dans la municipalité, dont les principales sont par ordre d'importance : le maya et le nahuatl.

## Histoire

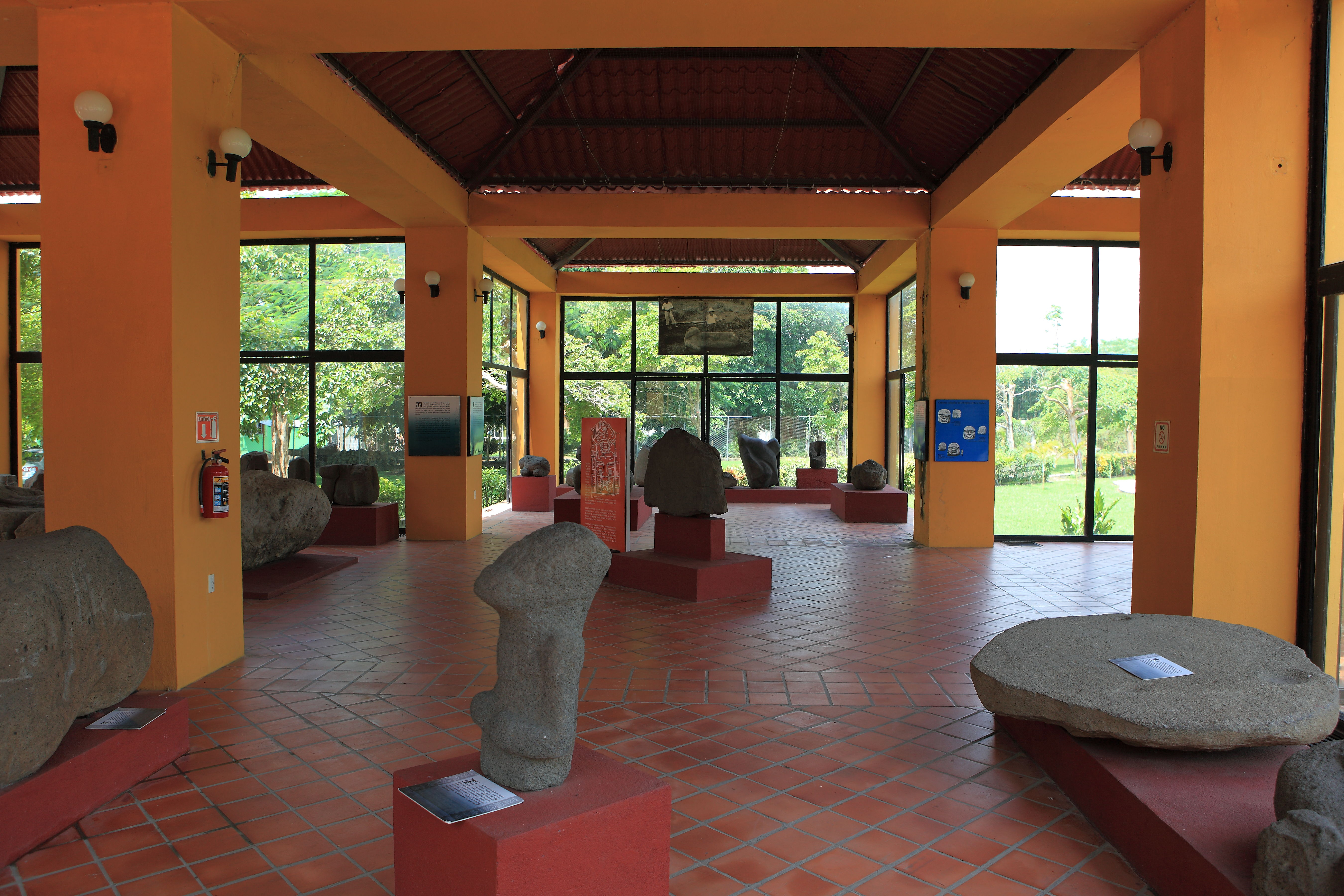
Musée archéologique de Tres Zapotes

Le territoire de la municipalité comprend un site archéologique majeur occupé durant la période olmèque, puis postérieurement aux périodes préclassique et classique, situé dans la localité de Tres Zapotes.
La municipalité de Santiago Tuxtla prend en 1932 le nom de Juan de la Luz Enríquez, jusqu'en 1936, date à laquelle elle reprend son nom d'origine.

## Économie

### Agriculture et élevage
La superficie des parcelles semées représentait, en 2019 une surface totale de 7219 hectares, parmi lesquels 6000 hectares voués à la culture du maïs, 610 hectares voués à la culture de la canne à sucre, et 300 hectares voués à celle du haricot.
En 2019, la production de viande par tonnes comprenait 1881,3 tonnes de viande bovine, 595,3 tonnes de viande porcine, 27,9 tonnes de viande ovine, 350,4 tonnes de volailles, et 11,1 tonnes de dinde. La superficie vouée à l'élevage représentait alors 35 714 hectares.